# جوناثان كوزول
جوناثان كوزول (بالإنجليزية: Jonathan Kozol) (وُلد في 5 سبتمبر 1936 في بوسطن، ماساتشوستس) هو كاتب واقعي ومعلم وناشط، يشتهر بكتبه عن التعليم الحكومي في الولايات المتحدة. وتخرج كوزول في كلية نوبل آند جرينوف (Noble and Greenough School) في عام 1954، وجامعة هارفارد بأعلى درجات الامتياز في عام 1958 بدرجة جامعية في الأدب الإنجليزي. وحصل على منحة رودز في كلية ماجدالين، أكسفورد. ولكنه لم يُكمل منحة رودز، وقرر بدلاً من ذلك أن يتوجه إلى باريس ليتعلم الكتابة الخيالية والواقعية من المؤلفين ذوي الخبرة أمثال ويليام ستايرون وريتشارد رايت وآخرين ممن كانوا يقطنون في باريس في ذلك الوقت. وبدأ عند عودته في تعليم الأطفال في روكسبري، ماساتشوستس، وأصبح بعد ذلك مدرسًا في مدارس بوسطن الحكومية. وقد تم فصله لقيامه بتدريس إحدى قصائد لانغستون هيوز، كما هو مذكور في كتاب الموت في سن مبكرة (Death at an Early Age)، واشترك بعد ذلك بقوة في حركة الحقوق المدنية. وبعد فصله من مدارس بوسطن الحكومية، عُرضت عليه وظيفة للتدريس في مدارس نيوتن العامة، وهو قطاع المدارس الذي كان قد ارتاده في صغره، وقام بالتدريس هناك لعدة سنوات قبل أن يشترك بقوة في أعمال العدل الاجتماعي ويخصص المزيد من الوقت للكتابة.
وقد حصل كوزول بعد ذلك على زمالتين لجوجنهايم (Guggenheim)، وكان زميلاً لمؤسسة روكفيللر مرتين، كما حصل على درجات الزمالة من مؤسستي فيلد وفورد.
عمل كوزول أيضًا في مجال علم النفس الاجتماعي. وكان يعمل مع الأطفال في مدارس المدينة الداخلية منذ أكثر من 40 عامًا. وكوزول حاليًا يعد أحد كتاب افتتاحيات مجلة جريتر جود (Greater Good)، التي ينشرها مركز جريتر جود العلمي التابع لجامعة كاليفورنيا في بركلي. وتشمل إسهامات كوزول استشفاف مبادئ العطف والإيثار والعلاقات الإنسانية السلمية من مبادئ البحث العلمي.

## مهنة الكتابة
الموت في سن مبكرة (Death at an Early Age) هو أول كتبه الواقعية، وهو وصف لسنته الأولى كمدرس في مدارس بوسطن الحكومية. وقد نُشر هذا الكتاب في عام 1967 وحاز الجائزة الوطنية للكتاب في مجال العلم والفلسفة والدين. وقد بيع منه أكثر من مليوني نسخة في الولايات المتحدة وأوروبا.
من كتب كوزول الأخرى ريتشيل وأطفالها: العائلات المشردة في أمريكا (Rachel and Her Children: Homeless Families in America) الحاصل على جائزة روبرت إف كينيدي لسنة 1989 وجائزة الضمير الإعلامي من جمعية الصحفيين والمؤلفين الأمريكيين، فضلاً عن كتابه مظاهر تمييز صارخة: الأطفال في مدارس أمريكا (Savage Inequalities: Children in America's Schools)، الذي حصد جائزة نيو إنجلاند للكتاب ووصل إلى نهائيات جائزة دائرة نقاد الكتاب الوطنية في عام 1992.
وصف في كتابه الصادر سنة 1995 تحت عنوان النعمة المذهلة: حياة الأطفال وضمير الأمة (Amazing Grace: The Lives of Children and the Conscience of a Nation) زياراته إلى جنوب برونكس في نيويورك، حيث توجد أفقر دائرة انتخابية في الولايات المتحدة. وحصد جائزة أنيسفيلد للكتاب سنة 1996، وهو تكريم نالته في السابق أعمال لانغستون هيوز ومارتن لوثر كينج الابن.
وقد نشر كتاب انبعاثات عادية: الأطفال في سنوات الأمل (Ordinary Resurrections: Children in the Years of Hope) سنة 2000، كما صدر كتابه عار أمة: عودة التمييز اللوني في التدريس في أمريكا (The Shame of the Nation: The Restoration of Apartheid Schooling in Americ) في 13 سبتمبر 2005. ويوثق كوزول التمييز المستمر، والذي يزداد سوءًا في المدارس الحكومية في الولايات المتحدة، والتأثير المتزايد لمذهب المحافظين الجدد على الطريقة التي يتلقى بها الأطفال - خاصةً السود والفقراء من قاطني المناطق الحضرية منهم - تعليمهم.
ومازال كوزول نشيطًا في دعم التعليم الحكومي المتكامل في الولايات المتحدة وهو ناقد صريح لحركة الإنفاق على المدارس. ويستمر في إدانة مظاهر عدم المساواة في التعليم ويتحدث بلا هوادة عن تفاقم مشكلة تمييز الأطفال السود وذوي الأصل الإسباني عن الأطفال البيض في المدارس الحكومية التمييزية في كل المدن الكبرى في الدولة تقريبًا.
تستند حجة كوزول الأخلاقية على مقارنات بين قطاعات المدارس الغنية والفقيرة. فهو يقوم تحديدًا بتحليل المبالغ المالية التي يتم إنفاقها على كل طفل. ويجد أنه في قطاعات المدارس التي يتمتع دافعو الضرائب وملاك العقارات فيها بثراء نسبي، يكون الإنفاق السنوي على كل طفل أعلى بكثير (على سبيل المثال، أكثر من 20000 دولار في السنة لكل طفل في القطاع الواحد) مقارنةً بقطاعات المدارس التي يقطنها فقراء (على سبيل المثال، 11000 دولار في السنة لكل طفل في القطاع). ويثير قضية ما إذا كان ينبغي أن تتحدد جودة التعليم التي يحصل عليها الشخص بمكان ولادته.
ويعمل كوزول أيضًا كمتحدث رسمي في العديد من الفعاليات، حيث يتحدث عن مسيرته العملية وتعليمه ودعم الأطفال.

## أعماله غير الهادفة للربح
أسس كوزول منظمة غير هادفة للربح ويديرها تحت اسم معهد كامبريدج للتعليم العام (Cambridge Institute for Public Education). وتُعنى هذه المجموعة بالتنظيم العام للمدرسين من جميع أنحاء الدولة والراغبين في دعم قانون عدم إهمال أي طفل وآخر قرارات رفع التمييز الصادرة من المحكمة العليا، وللمساعدة في تكوين نموذج منصف ومستنير عن التعليم الحكومي الهادف لتكوين أمة ديمقراطية.
العمل التعليمي! (Education Action) هي منظمة غير هادفة للربح أسسها جوناثان كوزول لتكون هيكلاً وطنيًا لدعم الولايات المتحدة بهدف الحد من انتقال المدرسين من المدارس ضعيفة التمويل أو التي تعاني من التمييز. ومن خلال «العمل التعليمي»، يسعى كوزول إلى حشد المدرسين (مع الآباء والطلاب والمواطنين المعنيين الآخرين) لتكوين حركة وطنية تجعل صوتهم مسموعًا في مجال السياسة العامة. وتُعد منظمة «العمل التعليمي!» بمثابة مورد لنشطاء التعليم الذين يسعون إلى الاتصال بالأشخاص والمنظمات من أصحاب الأفكار المشابهة وممن يبذلون جهودًا متنوعة في الإصلاح التعليمي.

## الجوائز والتكريم
- الجائزة الوطنية للكتاب لعام 1968 عن كتابه الموت في سن مبكرة (Death at an early age).[3]
- 2005 جائزة بوفين/الدولة عن المواطنة الإبداعية.[7]

## أعماله
- الموت في سن مبكرة: تدمير عقول الأطفال السود وتحطيم قلوبهم في مدارس بوسطن الحكومية (Death at an Early Age: The Destruction of the Hearts and Minds of Negro Children in the Boston Public Schools). نُشر لأول مرة سنة 1967 وحاز الجائزة الوطنية للكتاب[3] وبيع منه أكثر من مليوني نسخة. يصف الكتاب السنة التي قضاها في التدريس في نظام مدارس بوسطن الحكومية. النسخة المعاد إصدارها ISBN 0-452-26292-5
- المدارس الحرة (Free Schools) (1972) ISBN 0-395-13606-7
- الليل مظلم وأنا بعيد عن وطني (The Night is Dark and I am Far From Home) (1975)
- سجناء الصمت: كسر حاجز أمية الكبار في الولايات المتحدة (Prisoners of Silence: Breaking the Bonds of Adult Illiteracy in the United States) (1980) ISBN 0-8164-9004-X
- مدارس بديلة: دليل المعلمين والآباء (Alternative Schools: A Guide for Educators and Parents) (1982) ISBN 0-8264-0226-7
- أمريكا الأمية (Illiterate America) (1986) ISBN 0-452-25807-3 يتحدث موقع تاريخ التعليم على الويب لصاحبه دانييل شوجورنسكي عن أهمية هذا الكتاب.
- رايتشل وأطفالها: العائلات المشردة في أمريكا (Rachel and Her Children: Homeless: Families in America) (1988) نال جائزة روبرت كينيدي للكتاب لسنة 1989 وجائزة الضمير الإعلامي من الجمعية الأمريكية للصحفيين والمؤلفين، وجائزة كريستوفر 1988. النسخة المعاد طبعها ISBN 0-449-90339-7
- تمييز صارخ: الأطفال في مدارس أمريكا (Savage Inequalities: Children in America's Schools) (1991) وصل إلى نهائيات جائزة دائرة نقاد الكتاب لعام 1992 وحصل على جائزة نيو إنجلاند للكتاب. النسخة المعاد طبعها ISBN 0-06-097499-0 Bookfinder نسخة محفوظة 1 سبتمبر 2004 على موقع واي باك مشين. مقالات نقدية مجمعة.
- نعمة مذهلة: حياة الأطفال وضمير أمة (Amazing Grace: The Lives of Children and the Conscience of a Nation) (1995) النسخة المعاد طبعها ISBN 0-06-097697-7 مقال نقدي وتقدير من ماري ليو.
- انبعاثات عادية: أطفال في سنوات الأمل (Ordinary Resurrections: Children in the Years of Hope) (2000) النسخة المعاد طبعها ISBN 0-06-095645-3. مقال نقدي لجانا سيسيليانو على موقع BookReporter.com.
- عار أمة: عودة التمييز اللوني في التدريس في أمريكا (The Shame of the Nation: The Restoration of Apartheid Schooling in America) (2005) 1400052440
- رسائل إلى مدرس شاب (Letters to a Young Teacher) (2007) ISBN 978-0-307-39371-5
- حريق في الرماد: خمس وعشرون عامًا بين أفقر أطفال أمريكا (Fire in the Ashes: Twenty-Five Years Among the Poorest Children in America) (2012) 1400052467

## وصلات خارجية
- جوناثان كوزول على موقع إن إن دي بي (الإنجليزية)

- Jonathan Kozol Takes On the World Gary Stager interviews Kozol about The Shame of the Nation: The Restoration of Apartheid Education in America for District Administration Magazine - January 2006 issue.
- Jonathan Kozol Speaks Out In this September 2000 interview for Curriculum Administrator Magazine, Kozol talks about his book, Ordinary Resurrections: Children in the Years of Hope with Gary Stager.
- Brandeis Libraries brief biography (page archive)
- The My Hero Project repeats some of the Brandeis Libraries biography and provides other links
- Brief article and reviews of Kozol books by Alan Nicoll
- Explanation of Modern US Education 2005 Talk given by Jonathan Kozol (MP3)
- Kozol's editorial contributions to Greater Good magazine
- Video: Jonathan Kozol - Letters to a Young Teacher (October 3, 2007), from Mr. Kozol's 2007 book tour.
- Video: Jonathan Kozol - The Shame of the Nation: The Restoration of Apartheid Schooling in America (September 30, 2005), from Mr. Kozol's 2005 book tour.
- In Depth interview with Kozol, September 6, 2009.